# Tereza Vuk
Tereza Vuk, slovenska pisateljica in kolumnistka, * 29. november 1976, Ljubljana, † 17. junij 2024.

## Življenjepis
Tereza Vuk je izhajala iz znane goriške rodbine Vukovih, njen prastric je bil znani slovenski pisatelj in krščanski socialist, Stanko Vuk. 
Vukova je avtorica treh knjig: Creepyatrija (samozaložba, 2013), Kolumniatrija (Manični poet, 2016) in Zakaj ima moj hudič krila (Beletrina, 2023). V prvi je združila zapise s svojega bloga, druga je zbirka kolumn, ki jih je redno pisala za spletni portal Fokuspokus. V tretji je prigode iz svojega življenja, polnega ekstremov, združila v roman.
Vukova je znana po svojem posebnem slogu, v katerem uporablja sleng in domiselne kombinacije.
Njen roman Zakaj ima moj hudič krila se je uvrstil v širši nabor za nagrado kresnik.
Živela in ustvarjala je v Ljubljani. Pred javnostjo ni skrivala, da se je več let soočala z odvisnostjo od drog in alkohola. Umrla je nenadoma v 48. letu starosti. Po poročanju nekaterih občil je bila vzrok njene smrti srčna kap.